# Yvonne De Carlo
Pour les articles homonymes, voir Carlo.
Yvonne De Carlo, née Margaret Yvonne Middleton, est une actrice canadienne naturalisée américaine née le 1er septembre 1922 à Vancouver et morte le 8 janvier 2007 à Woodland Hills (Los Angeles).

## Biographie
Margaret Yvonne Middleton est née le 1er septembre 1922 à Vancouver au Canada. Elle est la fille de William Middelton, un Néo-zélandais d'origine anglaise et de Marie De Carlo (1903-1993), une Française d'origines écossaise et italienne. Son grand-père maternel s'appelait Michele De Carlo (1873-1954), originaire de Messine en Sicile et sa grand-mère maternelle s'appelait Margaret Purvis (1874-1949), originaire d'Écosse. Quand Yvonne avait trois ans, son père l'a abandonnée, et elle a été élevée par sa mère. Sa mère était danseuse et l'avait envoyée dans l'école de danse de June Roper. Elle a été mariée du 21 novembre 1955 à 1974 à Bob Morgan dont elle a eu deux garçons, Bruce Ross (1956) et Michael (1957-1997).
Elle meurt le 8 janvier 2007 à l'âge de 84 ans dans une maison de retraite de Woodland Hills en Californie.

## Carrière

### Apprentissage

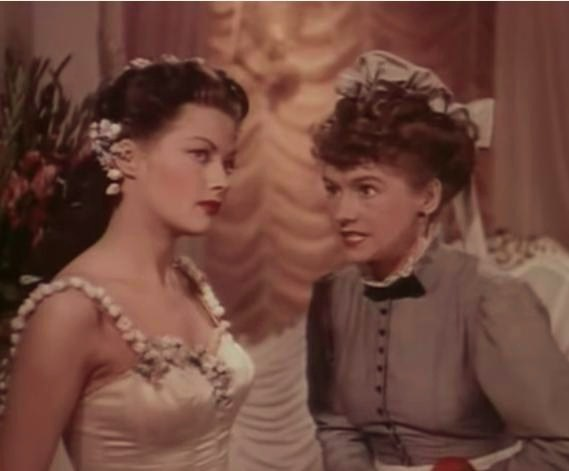
Yvonne De Carlo et Sylvia Field dans Les Amours de Salomé

Avant de devenir une des plus ravageuses brunes du cinéma américain, Yvonne De Carlo a figuré, non créditée, dans une vingtaine de films, dont Tueur à gages de Frank Tuttle, avec Alan Ladd et Veronica Lake, Pour qui sonne le glas de Sam Wood, avec Gary Cooper et Ingrid Bergman, L'Odyssée du docteur Wassell de Cecil B. DeMille. Elle tourne aussi devant les caméras de Mitchell Leisen et Mark Sandrich, dans plusieurs comédies qui mettent en vedettes Bob Hope, Bing Crosby, Betty Hutton, côtoyant un certain nombre de stars déjà anciennes telles que Ray Milland, Paulette Goddard, Marlene Dietrich, Dorothy Lamour…

### Révélation

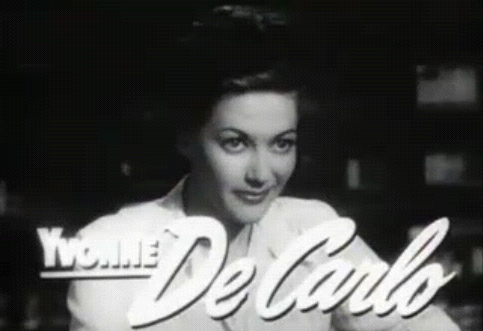
Yvonne De Carlo dans Les Démons de la liberté

En 1944 le rôle de la danseuse Salomé qui devient espionne au XIXe siècle la révèle. Elle travaille alors à plusieurs reprises avec les réalisateurs Charles Lamont et George Sherman, a pour partenaires Rod Cameron, Dan Duryea et Howard Duff, mais aussi George Brent (dans La Belle Esclave) et Van Heflin (dans Tomahawk). Elle s'illustre aussi dans le musical Schéhérazade (1947), aux côtés de Jean-Pierre Aumont, et incarne la célèbre conteuse dans L'Aigle du désert. Dans Casbah de John Berry (1948), adaptation du roman Pépé le Moko, face à Tony Martin et Peter Lorre elle succède à Mireille Balin et Hedy Lamarr.
Outre ces rôles d'aventurières exotiques, elle s'impose en force dans deux films noirs avec Burt Lancaster : Les Démons de la liberté de Jules Dassin et Pour toi j'ai tué de Robert Siodmak, deux classiques du genre. Forte personnalité de l'écran, comparable à Maureen O'Hara, Susan Hayward ou Jane Russell, car capable de soutenir un film d'action, un western par exemple, elle interprète Calamity Jane dans La Fille des prairies.

### Sommets

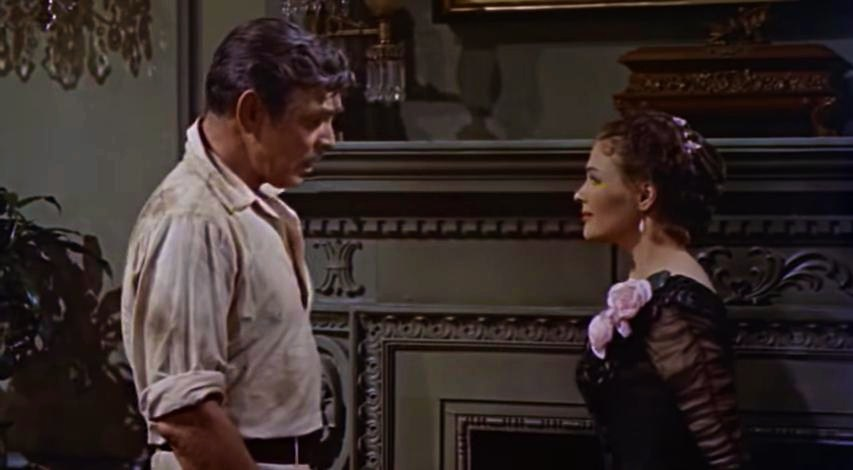
Clark Gable et Yvonne De Carlo dans L'Esclave libre

Hollywood continue les années suivantes d'exploiter sa veine exotique et « virile » : La Madone du désir de Robert Parrish avec Joel McCrea, La Belle Espionne de Raoul Walsh (1953) avec Rock Hudson (d'après Victor Hugo), Tornade d'Allan Dwan avec Cornel Wilde, Tombouctou de Jacques Tourneur (1959) avec Victor Mature pérennisent son image d'aventurière et L'Esclave libre (1957) de Walsh, face à Clark Gable, constitue le sommet de ce parcours, le Autant en emporte le vent de l'actrice.
Cataloguée interprète typée, elle rejoint Ricardo Montalban, Vittorio Gassman et Pier Angeli dans la distribution de Sombrero (sur un village mexicain) et donne la réplique à Carlos Thompson dans Feu magique de William Dieterle et Fort Alger. Sa participation au péplum de Cecil B. DeMille Les Dix Commandements, en épouse de Moïse (Charlton Heston), constitue un autre sommet de sa carrière dans les années 1950.

### Europe et comédies
Dans le même temps, Yvonne De Carlo diversifie ses emplois, brillant dans la comédie notamment. Elle décline le genre face aux virtuoses britanniques : Peter Ustinov dans Hôtel Sahara (1951), Alec Guiness dans Capitaine Paradis (1953), David Niven dans Héritage et vieux fantômes de Mario Zampi.
La star semble d'ailleurs envisager une carrière européenne à cette époque : elle interprète le rôle-titre de La Castiglione en 1954, avec Georges Marchal et Paul Meurisse en Napoléon III et en 1958 joue Marie-Madeleine dans le péplum italien L'Épée et la Croix. À Hollywood, elle retrouve le thriller aux côtés de George Sanders.

### Les Monstres

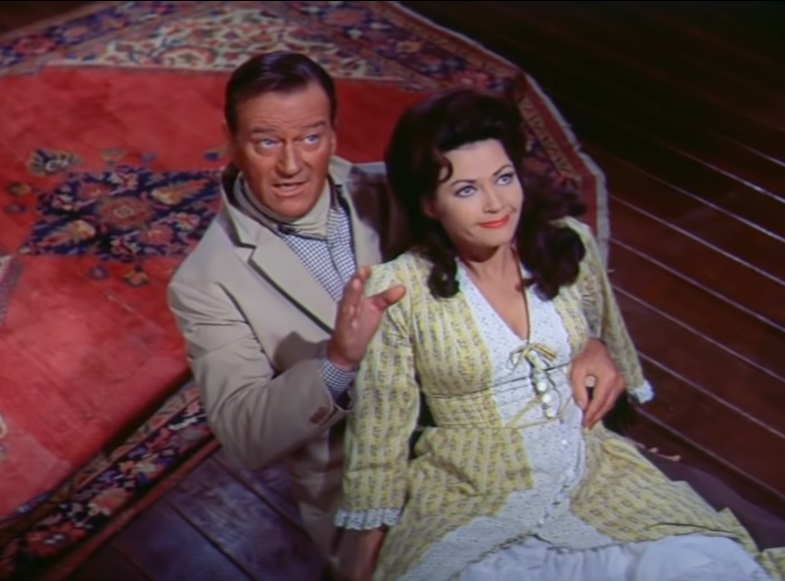
John Wayne et Yvonne De Carlo dans Le Grand McLintock

À l'aube des années 1960, comme nombre de ses consœurs, Yvonne De Carlo se tourne vers la télévision où Bonanza, Aventures dans les îles et Le Virginien ne la changent guère de ses rôles habituels.
Sur grand écran, c'est encore un western qui lui donne John Wayne et Maureen O'Hara pour partenaires - Le Grand McLintock en 1963, une forme de consécration… Dans le même registre, elle aura ensuite pour partenaires Dale Robertson, George Montgomery et Howard Keel. L'année suivante elle rivalise avec Michèle Mercier, la star européenne, auprès de Bob Hope (dans la comédie Papa play-boy).
Mais c'est la télévision qui relance sa popularité : de 1964 à 1966, elle est l'héroïne de la série culte Les Monstres, parodie d'horreur. En 1968, elle participe sur grand écran à La Guerre des cerveaux, un classique de la science-fiction avec George Hamilton et Suzanne Pleshette en vedettes, et en 1974 elle se joint à Frank Langella, Ricardo Montalban et Gilbert Roland (un bouquet d'exotisme) pour une énième adaptation de Zorro.

### Horreur et humour

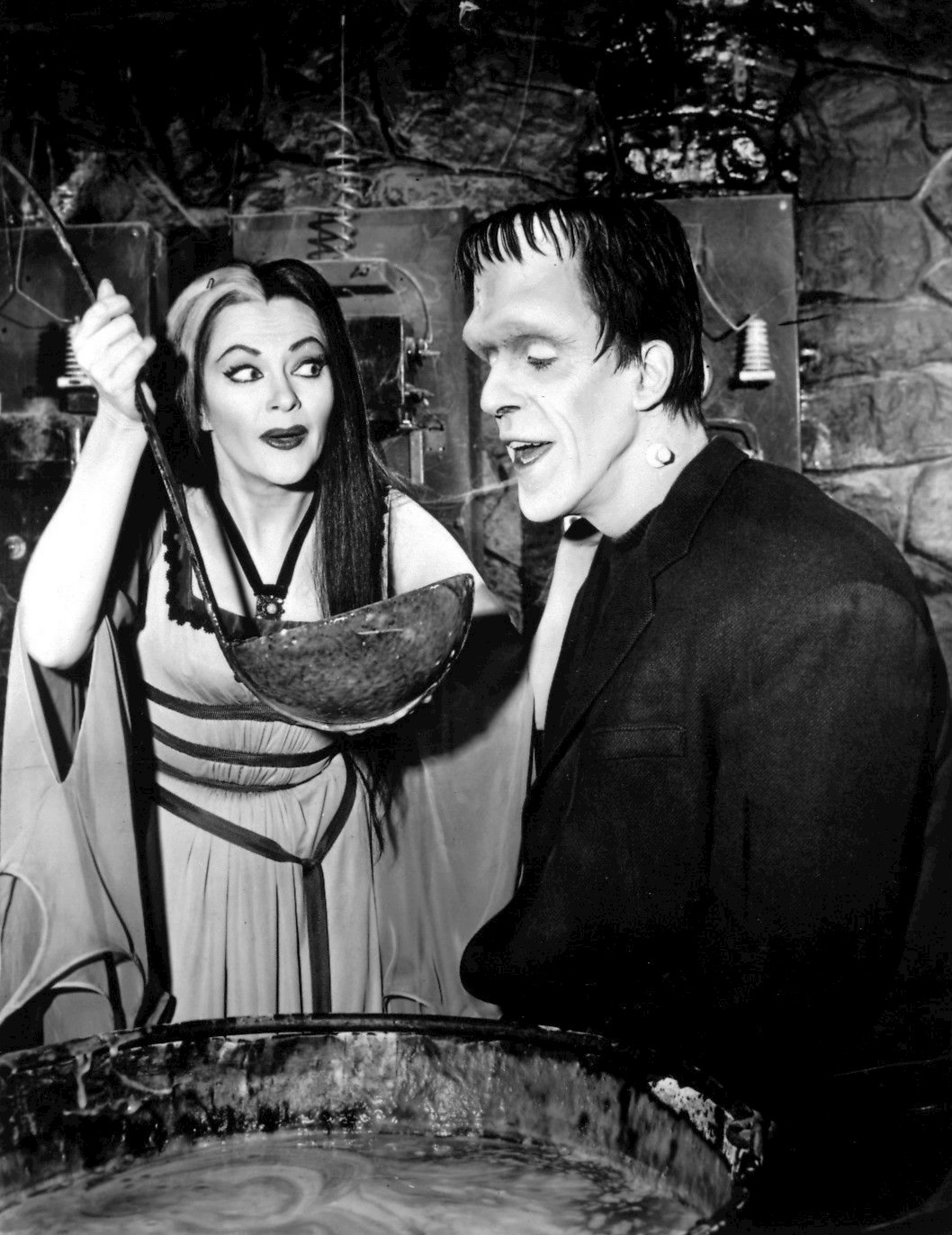
Yvonne De Carlo et Fred Gwynne dans Les Monstres

Globalement les années 1970 la dirigent vers un cinéma bis. Yvonne apparaît nostalgiquement dans les comédies It Seemed Like a Good Idea at the Time, avec Anthony Newley et Stefanie Powers, et Détective comme Bogart de Robert Day (1980). Elles la dirigent surtout vers le genre horrifique, parodique ou non - elle tourne notamment La Secte de l'enfer de René Cardona Jr. en 1979. Sur ces plateaux, elle croise Stuart Whitman, John Ireland, John Carradine, mais également Cornel Wilde, Joseph Cotten ou Karen Black. De Carlo tient encore la vedette d'Une affaire de famille (American Gothic) de John Hough au côté de Rod Steiger en 1988. En 1991, la star légendaire figure dans L'embrouille est dans le sac (Oscar) de John Landis, avec Sylvester Stallone dans le premier rôle.
Sa longévité s'exerce également à la télévision : en 1977 Yvonne de Carlo fait partie de la distribution de la télésuite Racines, phénomène de la télévision américaine. Elle retrouve dans L'Île fantastique Ricardo Montalban, et joue dans Arabesque en 1985 et L'Étalon noir en 1990 avec les fringants Angela Lansbury et Mickey Rooney ; passage obligé, la star de la série Les Monstres se devait de rencontrer Les contes de la crypte : ce fut fait en 1993. Le dernier rôle d'Yvonne De Carlo concerne un téléfilm réalisé par Susan Seidelman en 1995.

### Immortelle
Yvonne De Carlo, dont Jean Tulard souligne le culte dans son Dictionnaire des acteurs, s'est imposée dans les années 1940 et 50 à la fois comme une bombe sexuelle façon Rita Hayworth et Ava Gardner et comme un symbole féministe à la façon de Maureen O'Hara ; elle est aussi une des plus grandes beautés exotiques de l'époque, suivant de peu Hedy Lamarr, Gene Tierney, Linda Darnell et Debra Paget…
Cependant, si son tempérament est indiscutable, l'histoire du cinéma ne retient, en général, de sa longue filmographie que les films noirs de Jules Dassin et Robert Siodmak, et les films d'aventures de Raoul Walsh, surtout L'Esclave libre. Star, elle le fut, populaire avant tout. Robert Parrish, Cecil B. DeMille, Mario Zampi, William Dieterle, Jacques Tourneur, Allan Dwan, Tay Garnett pouvaient travailler en confiance, et l'actrice, non contente d'être une des beautés les plus spectaculaires de l'écran (entre Jennifer Jones et Chelo Alonso) pouvait se mesurer à n'importe quelle star masculine, dans tous les genres. Pourtant, elle eut peu de covedettes masculines de premier plan.

## Filmographie

### Cinéma

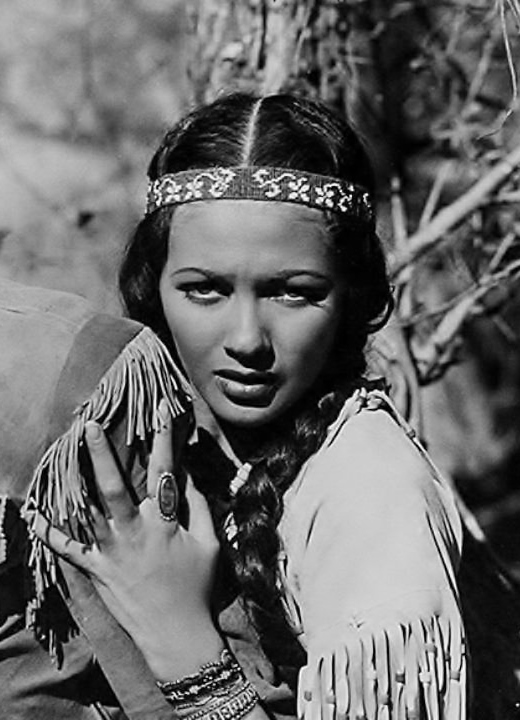
Yvonne De Carlo dans Deerslayer

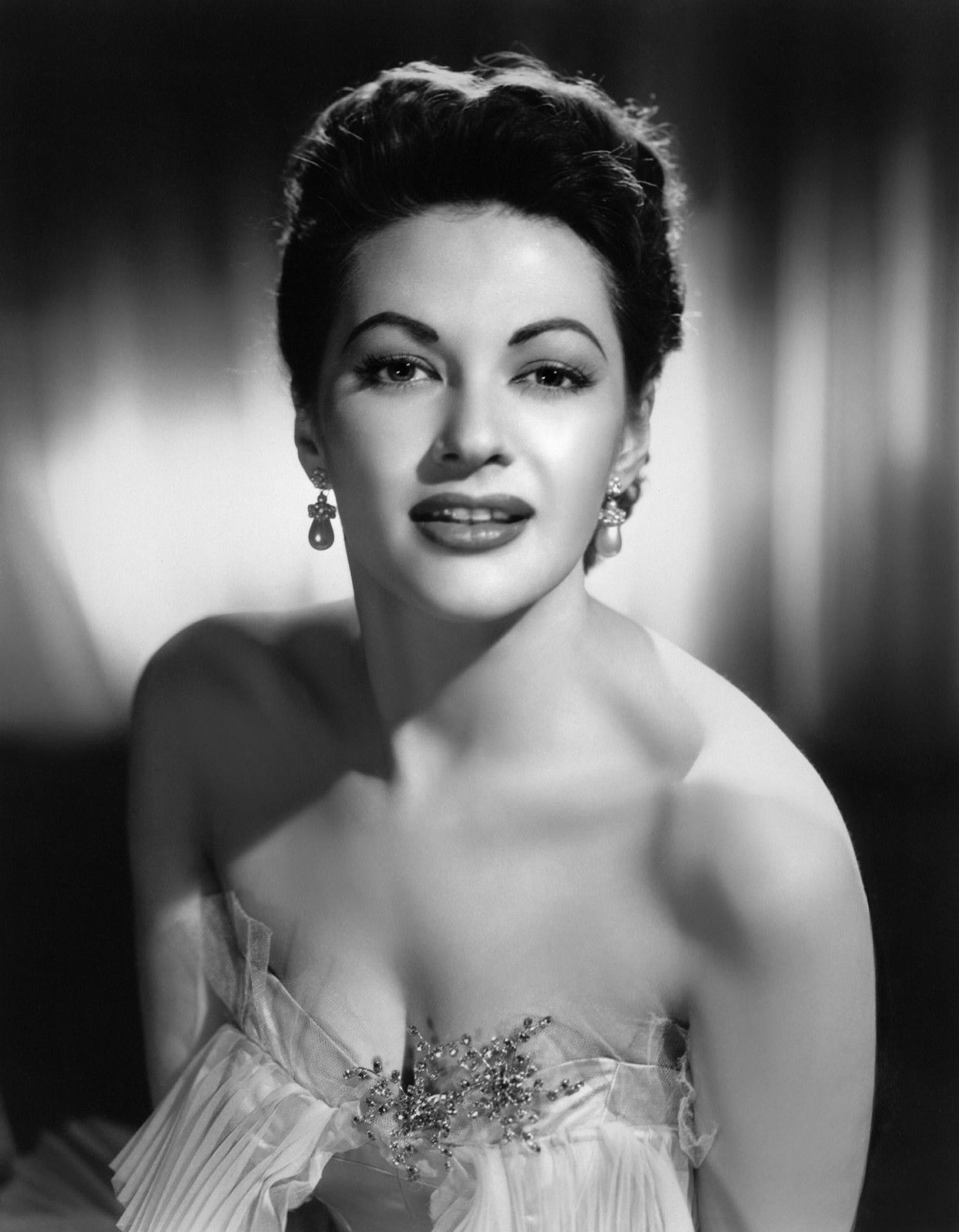
Yvonne De Carlo en 1955.

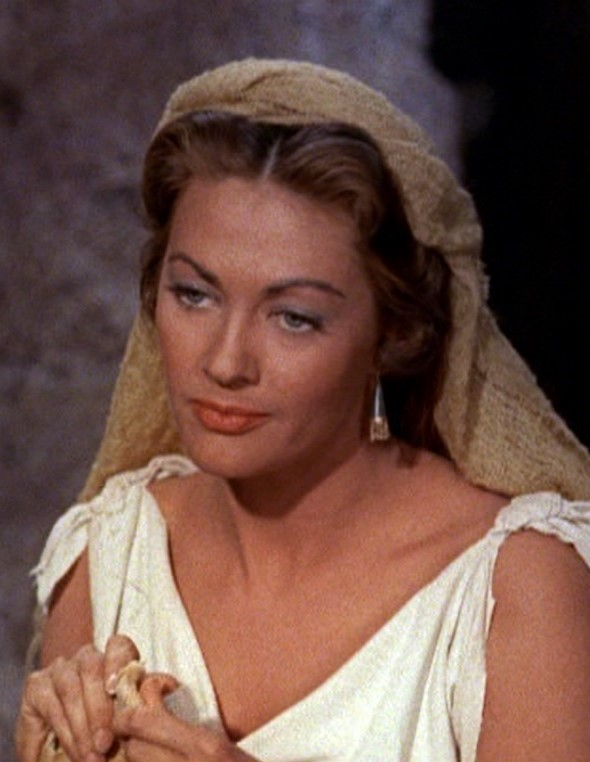
Yvonne De Carlo dans Les Dix Commandements (1956).

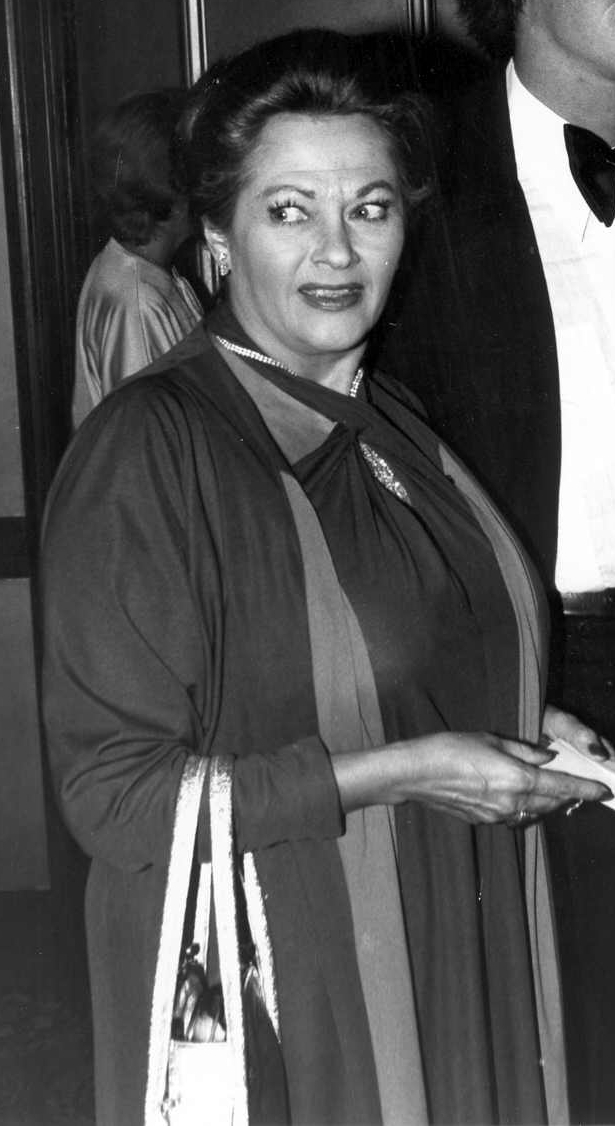
Yvonne De Carlo en mai 1979.

- 1941 : I Look at You (court métrage)
- 1941 : Harvard, Here I Come! (en) de Lew Landers : une fille dans le bain
- 1941 : The Kink of the Campus de Del Lord (Court-métrage) : Kitty O'Hara
- 1942 : Tueur à gages (This Gun for Hire) de Frank Tuttle : la fille au Neptune Club
- 1942 : Youth on Parade d'Albert S. Rogell : une étudiante
- 1942 : En route vers le Maroc (Road to Morocco) de David Butler : Handmaiden
- 1942 : Jordan le révolté (Lucky Jordan) de Frank Tuttle : une fille
- 1942 : Parade du rythme (en) (Rhythm Parade) de Dave Gould et Howard Bretherton : une showgirl
- 1943 : La Boule de cristal (The Crystal Ball) de Elliott Nugent : une secrétaire
- 1943 : La Dangereuse Aventure (No Time for Love) de Mitchell Leisen
- 1943 : Salute for Three (en) de Ralph Murphy : une fille chantant dans le quartet
- 1943 : Pour qui sonne le Glas (For Whom the Bell Tolls) de Sam Wood : la fille dans le café
- 1943 : En vadrouille (en) (Let's Face It') de Sidney Lanfield : la choriste
- 1943 : Celles que fiers nous saluons (So Proudly We Hail!) de Mark Sandrich : la fille
- 1943 : Deerslayer de Lew Landers : princesse Wah-Tah
- 1943 : Pris sur le vif (True to Life) de George Marshall
- 1944 : L'amour cherche un toit (Standing Room Only) de Sidney Lanfield : une secrétaire
- 1944 : L'Odyssée du docteur Wassell (The Story of Dr. Wassell) de Cecil B. DeMille : une indigène
- 1944 : Melody Cocktail (Fun Time) de William Shea (court-métrage) : Phyllis
- 1944 : Kismet de William Dieterle
- 1944 : Lona la sauvageonne (Rainbow Island) de Ralph Murphy : la compagne de Lona
- 1944 : La Marine en jupons (Here Come the Waves) de Mark Sandrich : la fille
- 1944 : Une femme sur les bras (Practically Yours), de Mitchell Leisen : l'employée de bureau
- 1945 : L'Or et les Femmes (Bring on the Girls) de Sidney Lanfield : une fille au bureau
- 1945 : Les Amours de Salomé (Salome, Where She Danced) de Charles Lamont : Anna Marie
- 1945 : La Taverne du cheval rouge (Frontier Gal) de Charles Lamont : Lorena Dumont
- 1947 : Schéhérazade (Song of Scheherazade) de Walter Reisch : Cara de Talavera
- 1947 : Les Démons de la liberté (Brute Force) de Jules Dassin : Gina Ferrara
- 1947 : La Belle Esclave (Slave Girl) de Charles Lamont : Francesca
- 1948 : Bandits de grands chemins (Black Bart) de George Sherman : Lola Montez (VF : Françoise Gaudray)
- 1948 : Casbah de John Berry : Inez
- 1948 : Le Barrage de Burlington (River Lady) de George Sherman : Celine (VF : Françoise Gaudray)
- 1949 : Pour toi j'ai tué (Criss Cross) de Robert Siodmak : Anna Dundee
- 1949 : La Fille des prairies (Calamity Jane and Sam Bass) de George Sherman : Calamity Jane
- 1949 : La Belle Aventurière (The Gal Who Took the West) de Frederick de Cordova : Linda Marlowe (VF : Françoise Gaudray)
- 1950 : La Fille des boucaniers (Buccaneer's Girl) de Frederick de Cordova : Deborah « Debbie » McCoy
- 1950 : L'Aigle du désert (The Desert Hawk) de Frederick de Cordova : princesse Scheherazade (VF : Françoise Gaudray)
- 1951 : Tomahawk de George Sherman : Julie Madden: (VF :Françoise Gaudray)
- 1951 : Hôtel Sahara de Ken Annakin : Yasmin Pallas
- 1951 : La Ville d'argent (Silver City) de Byron Haskin : Candace Surrency (VF : Nelly Benedetti)
- 1952 : La Madone du désir (The San Francisco Story) de Robert Parrish : Adelaide McCall
- 1952 : Une fille à bagarres (Scarlet Angel) de Sidney Salkow : Roxy McClanahan
- 1952 : Maître après le diable (Hurricane Smith) de Jerry Hopper : Luana
- 1953 : Sombrero de Norman Foster : Maria
- 1953 : La Belle Espionne (Sea Devils) de Raoul Walsh : Droucette
- 1953 : Capitaine Paradis (The Captain's Paradise) d'Anthony Kimmins : Nita St. James
- 1953 : Fort Alger (Fort Algiers) de Lesley Selander : Yvette
- 1954 : Les Rebelles (Border River) de George Sherman : Carmelita Carjas (VF : Françoise Gaudray)
- 1954 : Héritages et vieux fantômes (Happy Ever After) de Mario Zampi : Serena McGluskey
- 1954 : La Castiglione (La Contessa di Castiglione) de Georges Combret : Virginia Oldoini
- 1954 : Tornade (Passion) de Allan Dwan : Rosa Melo / Tonya Melo
- 1955 : Amour, fleur sauvage (Shotgun) de Lesley Selander : Emma (VF : Jacqueline Ferrière)
- 1955 : Feu magique (Magic Fire) de William Dieterle : Minna Planer
- 1956 : La Femme du hasard (Flame of the Islands) de Edward Ludwig : Rosalind Dee
- 1956 : La Proie des hommes (Raw Edge) de John Sherwood : Hannah Montgomery
- 1956 : Les Dix Commandements (The Ten Commandments) de Cecil B. DeMille : Sephora (VF :Claude Winter)
- 1956 : Les Amours d'une canaille (en) (Death of a Scoundrel) de Charles Martin : Bridget Kelly
- 1957 : L'Esclave libre (Band of Angels) de Raoul Walsh : Amantha Starr (VF : Mony Dalmès)
- 1958 : L'Épée et la Croix (La Spada e la croce) de Carlo Ludovico Bragaglia : Marie Madeleine (VF : Claire Guibert)
- 1959 : Tombouctou (Timbuktu) de Jacques Tourneur : Natalie Dufort
- 1963 : Le Grand McLintock (McLintock) de Andrew V. McLaglen : Mme Louise Warren (VF : Paule Emanuele)
- 1964 : Papa play-boy (A Global Affair) de Jack Arnold : Dolores
- 1964 : Condamné à être pendu (Law of the Lawless) de William F. Claxton : Ellie Irish
- 1966 : Frankenstein et les Faux-monnayeurs (Munster, Go Home) de Earl Bellamy : Lily Munster
- 1967 : Hostile Guns (en) de R. G. Springsteen : Laura Mannon
- 1968 : La Guerre des cerveaux (The Power) de Byron Haskin : Mme Sally Hallson (VF : Paule Emanuele)
- 1968 : Les Rebelles de l'Arizona (Arizona Bushwhackers) de Lesley Selander : Jill Wyler
- 1970 : Opération traquenard (en) (The Delta Factor) de Tay Garnett : Valérie
- 1971 : The Seven Minutes (en) de Russ Meyer : Constance Cumberland
- 1975 : Blazing Stewardesses (en) de Al Adamson : Honey
- 1975 : It Seemed Like a Good Idea at the Time (en) de John Trent (en) : Julia
- 1976 : La casa de las sombras (en) de Ricardo Wullicher (en) : Mrs. Howard
- 1976 : Won Ton Ton, le chien qui sauva Hollywood (Won Ton Ton, the Dog Who Saved Hollywood) de Michael Winner : une femme propre
- 1977 : Satan's Cheerleaders (en) de Greydon Clark : Emmy / La femme du Shériff / La haute prêtresse
- 1979 : Nocturna de Harry Tampa : Jugula
- 1979 : Fuego negro de Raúl Fernández : Catherine Jones
- 1979 : Guyana, la secte de l'enfer (Guyana: Crime of the Century) de René Cardona Jr. : Susan Ames (VF : Paule Emanuele)
- 1979 : Le Silence qui tue (Silent Scream) de Denny Harris : Mme Engels
- 1980 : Détective comme Bogart (The Man with Bogart's Face) de Robert Day : Teresa Anastas
- 1981 : Play Dead (en) de Peter Wittman
- 1982 : Le Challenger (en) (Liar's Moon) de David Fisker : Jeanne Dubois
- 1983 : Vultures de Paul Leder : Rose
- 1985 : Flesh and Bullets (en) de Carlos Tobalina

Hester
- 1987 : Une affaire de famille (American Gothic) de John Hough : Ma
- 1988 : Cellar Dweller (en) de John Carl Buechler : Mme Briggs
- 1990 : Miroir (en) (Mirror, Mirror) de Marina Sargenti (en) : Emelin
- 1991 : L'embrouille est dans le sac (Oscar) de John Landis : tante Rosa (VF : Jane Val) (VQ : Dyne Mousso)
- 1992 : Desert Kickboxer de Isaac Florentine (en)
- 1993 : The Naked Truth (en) de Nico Mastorakis : Mme Hess
- 1993 : Seasons of the Heart (en) de T.C. Christensen (en) : Martha (Voix)

### Télévision
- 1953 : The Ford Television Theatre (en) (série TV) : Prudence Ledyard/Madame 44
- 1953 : The Blackbone of America (téléfilm) : Victoria Johnson
- 1956 : Le Choix de... (Screen Directors Playhouse) (série TV) : Pearl
- 1956 : Star Stage (en) (série TV) : Dona Maria Sanchez
- 1957 : Schlitz Playhouse of Stars (série TV) : Francesca
- 1958 : Playhouse 90 (série TV) : Marina Arkwright
- 1959 : Bonanza (série TV) : Lotta Crabtree

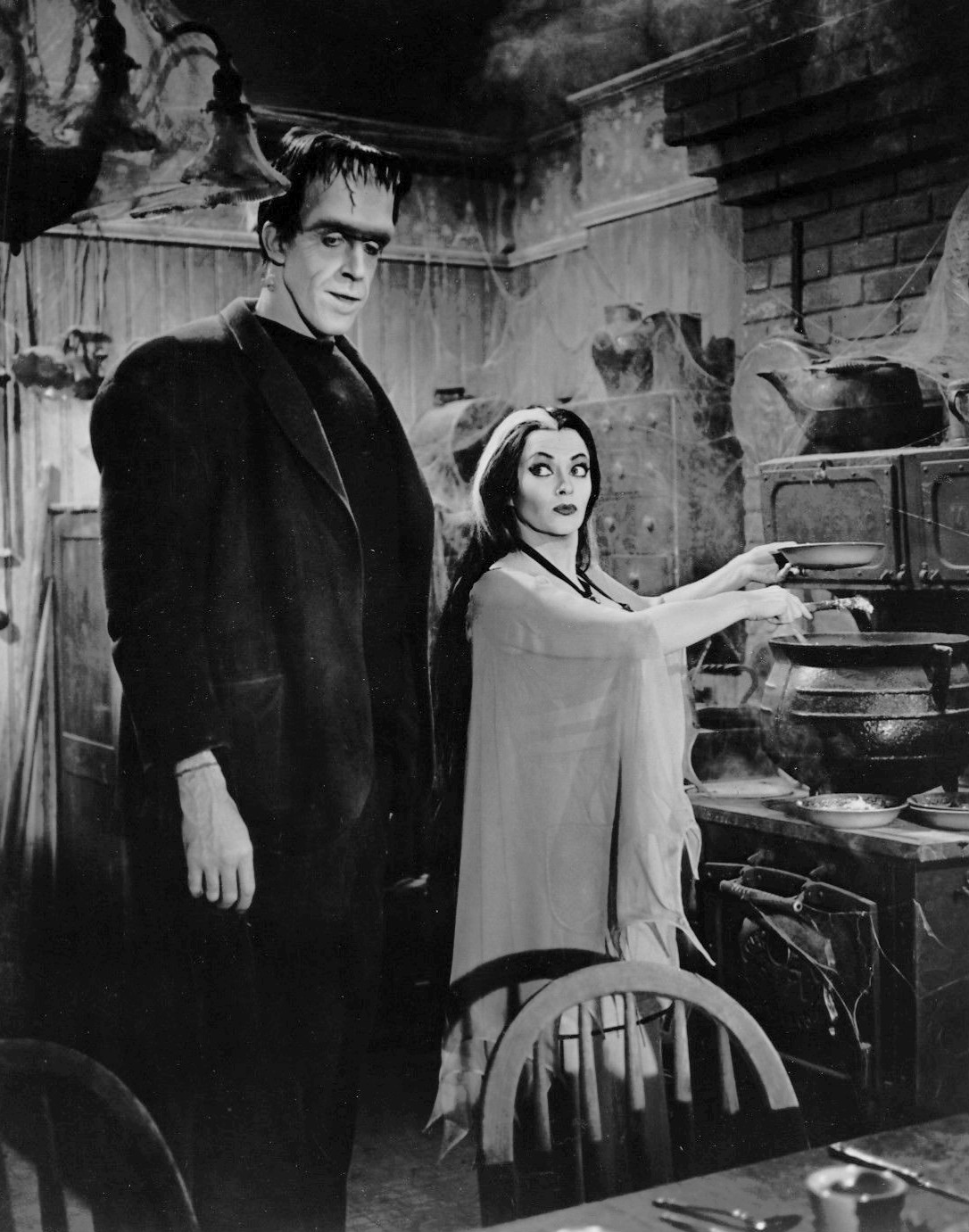
Avec Fred Gwynne dans Les Monstres

- 1960 : L'Homme à la Rolls (Burke's Law) (série TV) : comtesse Barbara Erozzi
- 1960 : Aventures dans les îles (Adventures in Paradise) (série TV) : Lianne Zagreb
- 1961-1962 : Ombres sur le soleil (Follow the Sun) (série TV) : Anne Beeler
- 1962 : Les Aventuriers du Far West (Death Valley Days) (série TV) : Dr Clare Reed
- 1963 et 1969 : Le Virginien (The Virginian) (série TV) : Helen Haldeman / Imogene Delphinia
- 1964 : Le Plus Grand Chapiteau du monde (The Greatest Show on Earth) (série TV) : Magda Kolday
- 1964-1966 : Les Monstres (The Munsters) (série TV) : Lilly Munster
- 1967 : Custer (série TV) : Vanessa Ravenhill
- 1967 : Annie, agent très spécial (The Girl From U.N.C.L.E.) (série TV) : Nadia Marcolescu
- 1969 : Le Virginien (TV) saison 7 épisode 17 (Crime wave in Buffalo springs) : Imogene
- 1970 : Les Règles du jeu (The Name of the Game) (série TV) : Mme Levene
- 1974 : Le Signe de Zorro (The Mark of Zorro) (téléfilm) : Isabella Vega
- 1974 : Une femme dangereuse (The Girl on the Late, Late Show) de Don McDougall (téléfilm) : Lorraine
- 1977 : Racines (Roots) (série télévisée) : la femme de l'esclave
- 1978-1979 : L'Île fantastique (Fantasy Island) (série télévisée) : Fifi Aprea / Madame Jeannot
- 1981 : The Munsters' Revenge de Don Weis (téléfilm) : Lilly Munster
- 1985 : Arabesque (Murder She Wrote) (série télévisée) : Miss Springer
- 1986 : A Masterpiece of Murder (en) de Charles S. Dubin (téléfilm) : Mme Murphy
- 1991 : Dream On (série télévisée) : Francesca Goldman
- 1993 : Les Contes de la crypte (Tales from the Crypt) (série télévisée) : Mme Jones
- 1995 : Les Monstres (Here Come the Munsters) de Robert Ginty (téléfilm) : Cameo appearance
- 1995 : Pieds nus dans la jungle des studios (The Barefoot Executive) de Susan Seidelman (téléfilm) : Norma